# محکوم (فیلم ۲۰۰۷)
محکوم شده (به انگلیسی: The Condemned) فیلمی است محصول سال ۲۰۰۷ و به کارگردانی اسکات ویپر است. در این فیلم بازیگرانی همچون استیو آستین، وینی جونز، رابرت مأمون، توری موست، مانو بنت، مادلین وست، ریک هافمن، ماسا یاگاماچی، امیلیا بورنز، لوک پگلر، آنجی میلیکن و ناتان جونز ایفای نقش کرده‌اند.

## خلاصه داستان
یک تهیه‌کننده تلویزیونی با انتخاب ۱۰ محکوم به مرگ می‌خواهد مسابقه جذابی در جزیره‌ای در اقیانوس آرام ترتیب دهد مسابقه از این قرار است که این محکومین باید با هم مبارزه کنند و هم را بکشند و تنها برنده از این جزیره زنده بازخواهد گشت او این زندانیان را از زندان‌های نقاط مختلف دنیا جمع می‌کند و مبارزه را از طریق اینترنت پخش می‌کند.
یکی از این محکومین قبل از رسیدن به محل می‌میرد و جای او دنبال یک جانشین می‌گردند و جک کنراد(استیو آستین) که یک آمریکایی محکوم به مرگ در یک کشور آمریکای جنوبی است انتخاب می‌شود، از طرفی دولت آمریکا متوجه می‌شود که جک کنراد از مأمورین آن‌ها بوده که زندانی شده اما برای آزادی و نجات او کاری نمی‌کند.
در پایان مبارزه فقط جک کنراد و ایوان مک استرلی(استیو آستین) زنده می‌مانند و در مبارزه همه فکر می‌کنند جک کنراد مرده است ایوان مک استرلی(وینی جونز) که خود را برنده می‌داند تقاضای آزادی می‌کند و تهیه‌کننده او را آزاد می‌کند ایوان سپس همه عوامل فیلمبرداری را می‌کشد جک که هنوز زنده است بازمی‌گردد وایوان را می‌کشد و هنگامی که تهیه‌کننده با هلی کوپتر قصد فرار دارد جک هلی کوپتر را منفجر می‌کند.